# NGC 3538
NGC 3538 est une paire d'étoiles située dans la constellation du Dragon. L'astronome prussien Heinrich d'Arrest a enregistré la position de cette paire d'étoiles le 15 septembre 1866.